# 시미즈 겐타
시미즈 겐타(일본어: 清水 健太, 1981년 9월 18일 ~ )는 일본의 전 축구 선수이다.

## 구단 경력
그는 2000년부터 2020년까지 J리그의 가시와 레이솔, 몬테디오 야마가타, 카마타마레 사누키에서 활동하였다.